# William Neal (Komponist)
William Neal ist ein US-amerikanischer Komponist.
Neal studierte Musiktheater an der University of Miami und arbeitete mehrere Jahre als Sänger und Schauspieler. Er gründete die Virgo Audio Production Services und begann unter diesem Namen eigene Werke aufzunehmen und aufzuzeichnen. Seine multimediale Musikkomödie Divas! wurde beim Musiktheaterworkshop der ASCAP in Miami unter Leitung von Stephen Schwartz aufgeführt.
2002 erschien sein Debütalbum Moderate Extremism. Nach Promotiontouren für das Album studierte Neal im Musiktechnologieprogramm der New York University Computermusik bei Robert Rowe, Joel Chadabe, Luke DuBois und Dafna Naphtali. Danach entstanden Computerkompositionen und Klangkunstwerke wie The Big Fiasco, Shanghai's Underwater, Civil/Union und Despite Protestations. 2009 veröffentlichte er das Album Clarity. Als Livemusiker trat Neal in zahlreichen Städten der USA, in Amsterdam und Berlin auf. Er ist Mitglied der ASCAP und der Audio Engineering Society.